# Howgrave
Howgrave est une paroisse civile du Yorkshire du Nord, en Angleterre.